# Tambacounda (Département)

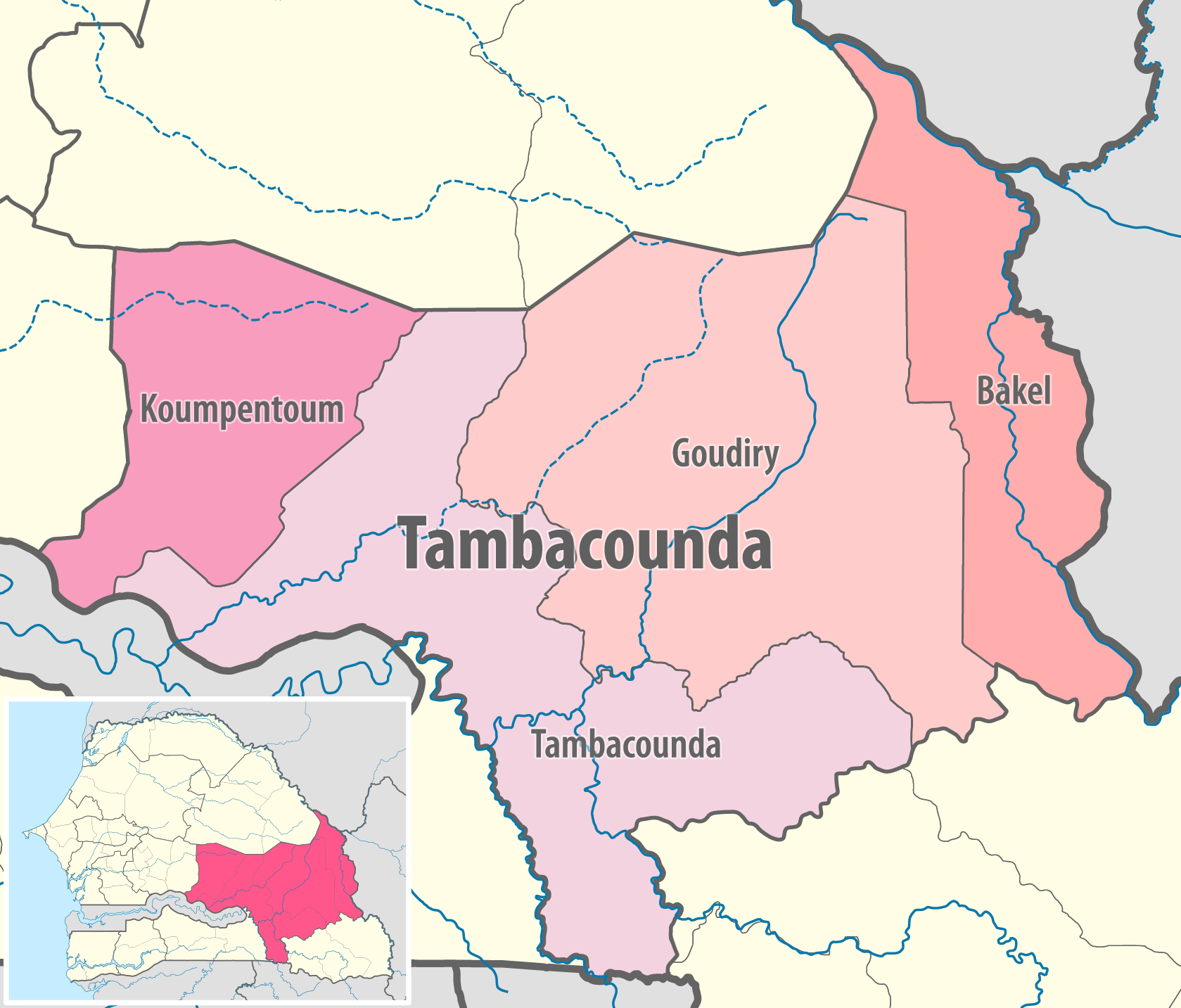
Département Bakel in der Region Tambacounda

Das Département Tambacounda ist eines von 45 Départements, in die der Senegal, und eines von vier Départements, in die die Region Tambacounda gegliedert ist. Es liegt im Südosten des Senegal mit der Hauptstadt Tambacounda.
Das Département Tambacounda hatte bis 2008 eine Fläche von 20328 km². In diesem Jahr wurde aus dem Westteil durch Ausgliederung ein neues Département mit der Präfektur Koumpentoum geschaffen, sodass sich das Département Tambacounda auf 13857 km² verkleinert hat. Es gliedert sich wie folgt in Arrondissements, Kommunen (Communes) und Landgemeinden (Communautés rurales):

| Commune / Arrondissement | Communauté rurale | Einwohner 2013 |
| Tambacounda              | —                 | 107.293        |
| Koussanar                | Koussanar         | 26.362         |
| Koussanar                | Sinthiou Malème   | 20.002         |
| Makacolibantang          | Makacolibantang   | 37.572         |
| Makacolibantang          | Ndoga Babacar     | 20.153         |
| Makacolibantang          | Niani Toucouleur  | 10.974         |
| Missirah                 | Dialacoto         | 16.450         |
| Missirah                 | Missirah          | 41.659         |
| Missirah                 | Néttéboulou       | 18.696         |
| Département              | —                 | 299.163        |